# 池田謙三 (銀行家)

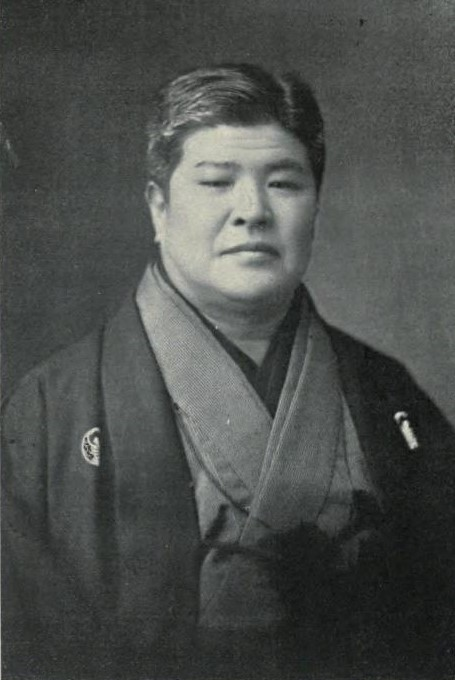
池田健三

池田 謙三（いけだ けんぞう、1855年1月20日（安政元年12月3日）- 1923年（大正12年）11月29日）は、日本の銀行家である。

## 略歴
現在の兵庫県豊岡市（旧・出石郡日高町宵田）に池田澄治の息子として生まれる。東京府庁勤務の傍ら漢学塾に通い内務省などを経て、1880年に生糸貿易に従事。1883年に原六郎に勧められ、第百銀行に入り取締役兼支配人に就任し、1912年に頭取となる。東京貯蔵銀行の頭取をかね、日本興業銀行、台湾銀行設立委員会、東京交換所委員長、第一生命保険、東京商業会議所特別委員、日進銀行各重役などを歴任した。墓所は品川区北品川の東海寺。

## 記念事業
矢野恒太記念会は、池田の顕彰を目的とした「池田謙三翁記念奨学金」を1957年に設立し、出身地の出石にある兵庫県立出石高等学校の生徒10人を対象に支給している。

## 人物
- 執務上で心掛けている心得：「考えは出来るだけ緻密にして、行いは出来るだけ迅速果断にせよ」[6]。
- 日課：毎朝5時（夏季）ないし6時（冬季）に起床、30分ほど裏の畑を散策したのち、新聞6紙に目を通し、朝食は一家そろって摂る。朝食後、来客応対や各所訪問をこなし、朝9時には出勤。夕刻4時に退勤し、夜は各種会合に出席、帰宅は夜11時過ぎ。帰宅後、来信に返事を書き、就寝は夜中12時過ぎ[6]。
- 趣味：毎週日曜日の午前中に行う自宅裏の畑での野菜作りと、日曜日午後に行う散策。野菜作りについては「運動になって気持ちがいい」「育成の過程自体も楽しみで、また収穫物を食べるのも大いに楽しみ」としている。また、読書好きではあるが、多忙にて読書に充てる時間はあまりない[6]。
- 食の嗜好：食の好き嫌いは無し。大食はせず、ご飯は3杯まで。お酒は嗜む程度[6]。
- 性格：几帳面[6]。

## 家族
- 妻　よね
- 父　池田澄治